# Parafia św. Wawrzyńca w Żółkwi
Parafia św. Wawrzyńca w Żółkwi – parafia znajdująca się w archidiecezji lwowskiej w dekanacie Żółkiew, na Ukrainie.
Współpatronką parafii, obok św. Wawrzyńca, jest Matka Boża Różańcowa.

## Historia
Parafię erygowano w 1623. Kościół pochodzi z 1618. W czasach ZSRR zamknięta przez władze komunistyczne. W 1989 r., po zwróceniu katolikom kościoła, wznowiła swoją działalność. Posługę duszpasterską sprawują księża diecezjalni, wspomagani przez siostry dominikanki (czynne).

## Terytorium parafii
Artasów, Biesiady, Błyszczywody, Borowe, Bojaniec, Wiązowa, Doroszów Wielki, Grzybowice Wielkie, Udnów, Mokrotyn Kolonia, Wola Wysocka, Wólka Hamulecka, Hałasie, Glińsko, Hory, Hrebeńce, Grzęda, Derewnia, Dernówka, Dąbrowa, Żółkiew, Zabród, Zawady, Zawadów, Załozy, Zameczek, Zarudce, Zaszków, Zbieranka, Zwertów, Dzibułki, Kazumin, Monaster, Kopanka, Kościejów, Koszelów, Krechów, Kropy, Chamy, Kulików, Kulawa, Kupiczwola, Lipniki, Lisowe, Lubella, Majdan, Doroszów Mały, Grzybowice Małe, Przedrzymichy Małe, Macoszyn, Mierzwica, Mohylany, Mokrotyn, Nahorce, Nadycze, Nowa Skwarzawa, Nowe Sioło, Opłytna, Papiernia, Przemiwółki, Pidrika, Polany, Ruda, Sarnówka, Smereków, Soposzyn, Soroki, Sośnina, Stara Skwarzawa, Stroniatyn, Sulimów, Ternów, Turynka, Fujna, Ehrenfeld, Szkolary.